# Zdzisław Żerebecki
Zdzisław Żerebecki (ur. 1 stycznia 1896 w Sieniawie, pow. Jarosław, woj. lwowskie, zm. 9 stycznia 1968 w Gliwicach) – polski nauczyciel i urzędnik konsularny.

## Życiorys
Absolwent Uniwersytetu Jana Kazimierza we Lwowie. Po złożeniu egzaminu pedagogicznego w 1927, był nauczycielem matematyki w Tarnopolu (do 1933), dyrektorem Gimnazjum i Liceum im. A. Mickiewicza i J. Słowackiego w Wilnie (1933-1939) i nauczycielem gimnazjalnym tamże (1939/1940). Aresztowany przez NKWD i więziony w Wilnie (1940-1941), został wywieziony do ZSRR. W listopadzie 1941 zwolniony i powołany przez Ambasadę RP w Moskwie delegatem Ambasady RP w Czkałowie (1941-1942). Ponownie aresztowany przez NKWD w 1942 pod zarzutem współpracy z prof. Józefem Czapskim, poszukującym zaginionych oficerów polskich oraz wydawania polskich dokumentów obywatelom radzieckim, zwolniony z więzienia z decyzją opuszczenia ZSRR. Przebywając na emigracji podjął prace w szkolnictwie polskim  m.in. w Teheranie, Ahwazie, Valivade koło Kolhapur, prowadził kursy języka angielskiego oraz redagował komunikaty dotyczące działań frontowych, w Valivade pełnił funkcję zwierzchnika szkolnictwa, równocześnie nauczyciela matematyki (1943-1947), kontynuując tę pracę w gimnazjum i liceum w Gliwicach (1947-1968).